# Marinestützpunktkommando Wilhelmshaven
Das Marinestützpunktkommando Wilhelmshaven (Abk.: MStpKdo WHV) ist eine Dienststelle der Deutschen Marine im Marinestützpunkt Heppenser Groden in Wilhelmshaven.

## Geschichte
Das Marineunterstützungskommando Wilhelmshaven wurde zum 2. Mai 1956 aufgestellt und unterstand der Marinedivision Nordsee. Mit der Auflösung des Marinestützpunktes Cuxhaven am 1. Oktober 1969 wurde der Stützpunkt dort bis 1986 dem Marineunterstützungskommandos Wilhelmshaven zugeteilt. Zum 31. März 1994 wurde das Marineunterstützungskommando Wilhelmshaven aufgelöst, später aber wieder aufgestellt.
Es ist 2003 aus dem vormaligen Marineabschnittskommando West hervorgegangen und untersteht seit dem 1. Oktober 2012 der Einsatzflottille 2 in Wilhelmshaven.

## Auftrag
Das Kommando führt den Marinestützpunkt Heppenser Groden und ist außerdem für die logistische Unterstützung von Flotteneinheiten in heimischen Gewässern und Einsatzgebieten zuständig.
Das Marinestützpunktkommando Wilhelmshaven stellt
- den Kasernenkommandanten des Marinestützpunktes Heppenser Groden als auch,
- den Hafenkapitän, der für den Betrieb und die Sicherheit des militärischen Hafens verantwortlich zeichnet,
- je einen Werftliegerunterstützungszug in Hamburg und Schwanewede sowie
- eine Einheit Zivile Aus- und Weiterbildung (ZAW) in Sengwarden.

Der Kommandeur des Marinestützpunktkommandos ist zugleich Standortältester.

## Beheimatete Verbände und Schiffe
Im Stützpunkt Wilhelmshaven waren im Laufe der Jahre eine Anzahl von Marineverbänden mit ihren Stäben, Schiffen und Booten beheimatet. Sie waren nicht dem Marinestützpunktkommando unterstellt.
Zerstörer und Fregatten
- Zerstörerflottille (seit 1982, seit 2006 Einsatzflottille 2):
  - 1. Geleitgeschwader (1958–1960)[A 2]
  - 2. Geleitgeschwader (1968–1988)
  - 1. Fregattengeschwader (2000–2006)
  - 2. Fregattengeschwader (seit 1988)
  - 4. Fregattengeschwader (seit 1981)
  - 6. Fregattengeschwader (1994–2006)
  - 2. Zerstörergeschwader (1965–1994)

Amphibische Kräfte
- Kommando der Amphibischen Streitkräfte (ab 1966 Amphibische Gruppe) (1958–1968)
- 1. Landungsgeschwader (1965–1968)

Minenstreitkräfte
- Flottille der Minenstreitkräfte (1957 – 1994):
  - 2. Minensuchgeschwader (1956 – 1963)
  - 3. Minensuchgeschwader (1958 – 1960)
  - 4. Minensuchgeschwader (1958 – 1997)
  - 6. Minensuchgeschwader (1958 – 2000)[A 3]
  - 8. Minensuchgeschwader (zur Auflösung 1963)

Schnellboote
- 2. Schnellbootgeschwader (1958–1970)

Versorgungseinheiten und sonstige Hilfsschiffe
- 2. Versorgungsgeschwader (1967–1997) mit unterstellten Einheiten in mehreren Nordseestützpunkten
- Trossgeschwader (seit 1997) mit unterstellten Einheiten in mehreren Marinestützpunkten
- Einzelne Hilfsschiffe des Trossgeschwaders, darunter
  - Betriebsstofftransporter Rhön
  - Einsatzgruppenversorger Berlin

## Kommandeure
- Fregattenkapitän Johannes Franz: von Mai 1956 bis April 1958
- Kapitän zur See Kurt Thoma: von April 1958 bis September 1962
- Fregattenkapitän Gerd Schreiber: von Oktober 1962 bis März 1964
- Fregattenkapitän Hans Heidtmann: von April 1964 bis März 1965
- Fregattenkapitän Karl-Heinz Wünn: von April 1965 bis September 1965 mit der Wahrnehmung der Geschäfte beauftragt
- Kapitän zur See Hans-Henrich Gießler: von Oktober 1965 bis März 1969
- Kapitän zur See Klaus Hornborstel: von April 1969 bis September 1970
- Kapitän zur See Johann Janssen: von Oktober 1970 bis März 1974
- Kapitän zur See Siegfried Thiel: von April 1974 bis November 1975
- Kapitän zur See Ewald Schmidt: von Januar 1976 bis Mai 1976
- Kapitän zur See Hermann Knaup: von Juni 1976 bis März 1980
- Kapitän zur See Heinz Harre: von März 1980 bis März 1982
- Kapitän zur See Werner Gies: von April 1982 bis 1983
- Kapitän zur See Hans-Georg Nippe: von 1984 bis zur Auflösung 1994
- Kapitän zur See Gerhard Rose: von der Neuaufstellung 2003 bis Mai 2004
- Kapitän zur See Holger Ott: von Mai 2004 bis Juni 2006
- Kapitän zur See Frank Vehoff: von Juni 2006 bis Juni 2015
- Fregattenkapitän Jörg-Harald Mandt: von Juni 2015 bis 28. September 2017
- Fregattenkapitän Lars Vergien: vom 28. September 2017 bis Juli 2020
- Fregattenkapitän Robert Uebe: von Juli 2020 bis September 2023
- Fregattenkapitän Rolf Hoppe: ab Oktober 2023